# Успенский, Леонид Александрович
Леони́д Алекса́ндрович Успе́нский (8 [21] августа 1902, деревня Голая Снова, Воронежская губерния, Российская империя — 12 ноября или 12 декабря 1987, Париж, Франция) — русский иконописец, богослов, искусствовед, автор концепции «богословия иконы».

## Биография
Родился 8 августа 1902 года в деревне Голая Снова Воронежской губернии (ныне село Голосновка Семилукского района Воронежской области) в дворянской семье.
Учился в гимназии города Задонска, а после окончания в 1918—1920 годах принимал участие в гражданской войне в рядах конной дивизии Красной армии. Был взят в плен белогвардейцами и приговорён к смертной казни (позднее помилован); эмигрировал вместе с Добровольческой армией в Константинополь (позднее в Галлиполи).
С 1920 по 1926 годы работал шахтером в горных шахтах Перника в Болгарии.
В 1926 году переехал во Францию, где работал на металлургических заводах в Ле-Крёзо, а 1927 году — на машиностроительном заводе в Париже. В Париже у него обнаружился художественный талант.
В 1929 году поступил в только что открывшуюся Русскую художественную академию Татьяны Сухотиной-Толстой, затем учился у Николая Милиоти и у Константина Сомова.
Под влиянием будущего знаменитого парижского иконописца монаха Григория (Круга) Леонид Успенский обратился к иконописи. Изучал технику иконописи под руководством Петра Фёдорова.
В 1934 году вступил в Общество «Икона», а затем (в середине 1930-х годов) — в Братство святого Фотия. Совместно с Григорием (Кругом) принял участие в росписи храма Трехсвятительского подворья в Париже, одним из основателей которого он являлся с 1931 года. Женился на переводчице Лидии Савинковой-Мягковой.
Во время Второй мировой войны сослан на принудительные работы в Германию, но бежал во Францию.
В конце 1944 года стал одним из основателей Богословского института святого Дионисия, профессор иконописи. Преподавал там до 1980-х годов.
С 1945 по 1947 год был членом Союза советских патриотов.
С 1953 по 1958 года преподавал иконоведение (профессор богословия иконы) на Богословско-пастырских курсах при Западноевропейском экзархате Московского патриархата в Париже. По приглашению Русской православной церкви в 1969 году читал лекции в Московской духовной академии.
Скончался в ночь с 11 на 12 декабря или 12 ноября 1987 года в Париже. Похоронен на кладбище Сент-Женевьев-де-Буа под Парижем.

## «Богословие иконы Православной Церкви»
Главный труд жизни Успенского впервые был издан в 1960 году по-французски. В его основу легли лекции, прочитанные им на Богословско-пастырских курсах Западноевропейского Экзархата. Впоследствии книга была дополнена еще несколькими статьями и тщательно отредактирована автором. На русском языке она впервые вышла в свет в 1988 году, уже после кончины автора.
Хотя культуролог Роман Багдасаров считает, что

…у Леонида Успенского <…> «богословие иконы» скорее стало реакцией на декаданс, отвращением от современной ему светской культуры. <…> Бывший красноармеец, попавший на Запад, он получил образование в Париже, в Русской академии художеств, где преподавали художники-декаденты, мировоззрение которых было очень далёким от Православия. Этот противоречивый творческий заряд сыграл свою роль. Пытаясь как-то определиться, Успенский одновременно чувствовал за собой определённую миссию. <…> Православная Церковь была поставлена в условия элементарного выживания в среде достаточно враждебной. Нужно было показать самостоятельность и право участвовать на равных в диалоге культур. Русские не хотели быть какими-то экзотическими африканцами, они хотели представлять кусочек сохранившейся христианской цивилизации Европы, представителями которой объективно являлись. Так возникла легенда о православной иконе. Опираясь на произведения Евгения Трубецкого, отца Павла Флоренского, отца Сергия Булгакова, Успенский постарался ввести новые представления об иконе, которые избавили бы русских художников от неравной конкуренции с мейнстримом. <…> Если бы Л. Успенский писал свою книгу как теоретик искусства, она просто не выдержала бы критики. Но он преподнес книгу как богословскую, хотя её предмет относится к истории искусства.